# Carlos García Chavira
Carlos García Chavira es un futbolista mexicano. Jugó para el Club Deportivo Guadalajara de 1948 a 1950. Durante su carrera con las Chivas anotó 7 goles. 

## Clubes
| Club        | País   | Año         |
| ----------- | ------ | ----------- |
| Guadalajara | México | 1948 - 1950 |